# Frank Dillane
Frank Dillane (* 21. dubna 1991 Londýn, Anglie) je britský herec. Známý hlavně rolí Nicka v seriálu Fear the Walking Dead. Dále známý rolí Owena Coffina ve filmu V srdci moře (režirovaném Ronem Howardem) a rolí Toma Raddlea v Harrym Potterovi a Princi dvojí krve.

## Dětství a první role
Frank Dillane strávil část svého dětství v Brixtonu, než se přestěhoval do Forest Row ve východním Sussexu, kde vyrostl v kreativním prostředí: jeho matka (Naomi Wirthner) vedla divadelní společnost nazvanou Barebones Project, zatímco otec Stephen Dillane hrál v několika filmech a televizních seriálech (Hra o trůny, The Tunnel) a byl oceněn BAFTA TV Award za nejlepšího televizního herce roku 2009. Dillane debutoval ve filmu Vítejte v Sarajevu, když mu bylo šest. Do širšího povědomí vstoupil v roce 2009, kdy získal roli Toma Raddlea (dospívajícího Lorda Voldemorta) ve filmu Harry Potter a Princ dvojí krve.
Když prošel svými A-level zkouškami, byl přijat na Královskou akademii dramatických umění (RADA), kterou absolvoval v roce 2013, když získal bakalářský titul v oboru Umění herectví. Navzdory školnímu pravidlu, že studenti nesmí během svého studia přijmout práci placeného herce, Dillanovi bylo umožněno zahrát si Jamese Papadopoulose v nezávislém filmu Papadopoulos & Sons (režírovaném Marcusem Markouem), protože film byl natočen během letních prázdnin roku 2011. Poté, co byl obsazen, jeho otec si přeorganizoval svůj rozvrh hraní, aby si mohl zahrát Harryho Papadopoulose (Jamesova tátu) spolu s ním. Stephen Dillane prohlásil, že je to vzácná příležitost "pracovat se svým dítětem poté, co opustí domov."

## Herecká kariéra
Od doby, co absolvoval RADU, Dillane se zapojil do několika projektů:
- V červenci 2013 hrál Candidu v Královském divadle, pod režií Simona Godwina.[8]
- Na podzim roku 2013, natočil film V srdci moře, režírovaný Ronem Howardem. Hrál zde mladého námořníka Owena Coffina v adaptaci novely napsané Nathanielem Philbrickem o potopení Essexské velrybářské lodi v Tichém oceánu.[9] Film měl premiéru 13. března 2015.
- Na jaře roku 2014 si zahrál roli "Keyese" ve filmu Vienna and the Fantomes režírovaném Gerardem Naranjo, ve kterém si zahrál společně s Dakotou Fanning[10]
- Mezi lety 2015 až 2018 hrál postavu Shugse v seriálu od Netflixu Osmý smysl režírovaném sestrami Wachowskimi.[1]

Herec byl také obsazen do adaptace nejprodávanější novely Petera Goldsworthyho Maestro, režírované Catherine Jarvisovou, ve které si zahrál hlavní roli (Paula). Dillane je společností Bow Street Films popisován jako "úžasný talent a miláček obrazovky". Dillane má také ztvárnit Nicka v dramatickém seriálu Živí mrtví: Počátek konce.

## Filmografie
| Rok  | Název                           | Role                  | Poznámka |
| ---- | ------------------------------- | --------------------- | -------- |
| 1997 | Vítejte v Sarajevu              | Christopher Henderson |          |
| 2009 | Harry Potter a Princ dvojí krve | Mladý Tom Raddle      |          |
| 2012 | Papadopoulos & Sons             | James Papadopoulos    |          |
| 2015 | V srdci moře                    | Henry Coffin          |          |
| 2018 | Astral                          | Alex Harmann          |          |
| 2019 | How to Build a Girl             | Tony Rich             |          |
| 2020 | Viena and the Fantomes          | Keyes                 |          |

| Rok       | Název                                             | Role         | Poznámka              |
| --------- | ------------------------------------------------- | ------------ | --------------------- |
| 2015      | Osmý smysl                                        | Shugs        | 1. řada (hostující)   |
| 2015–2018 | Živí mrtví: Počátek konce / Fear the Walking Dead | Nick Clark   | od 1. řady do 4. řady |
| 2016      | Fear the Walking Dead: Flight 462                 | Nick Clark   | díl: „Parts 16“       |
| 2021      | The Girlfriend Experience                         | Christophe   | 8 dílů                |
| 2022      | The Essex Serpent                                 | Luke Garrett | minisérie             |